# Le Matin des magiciens

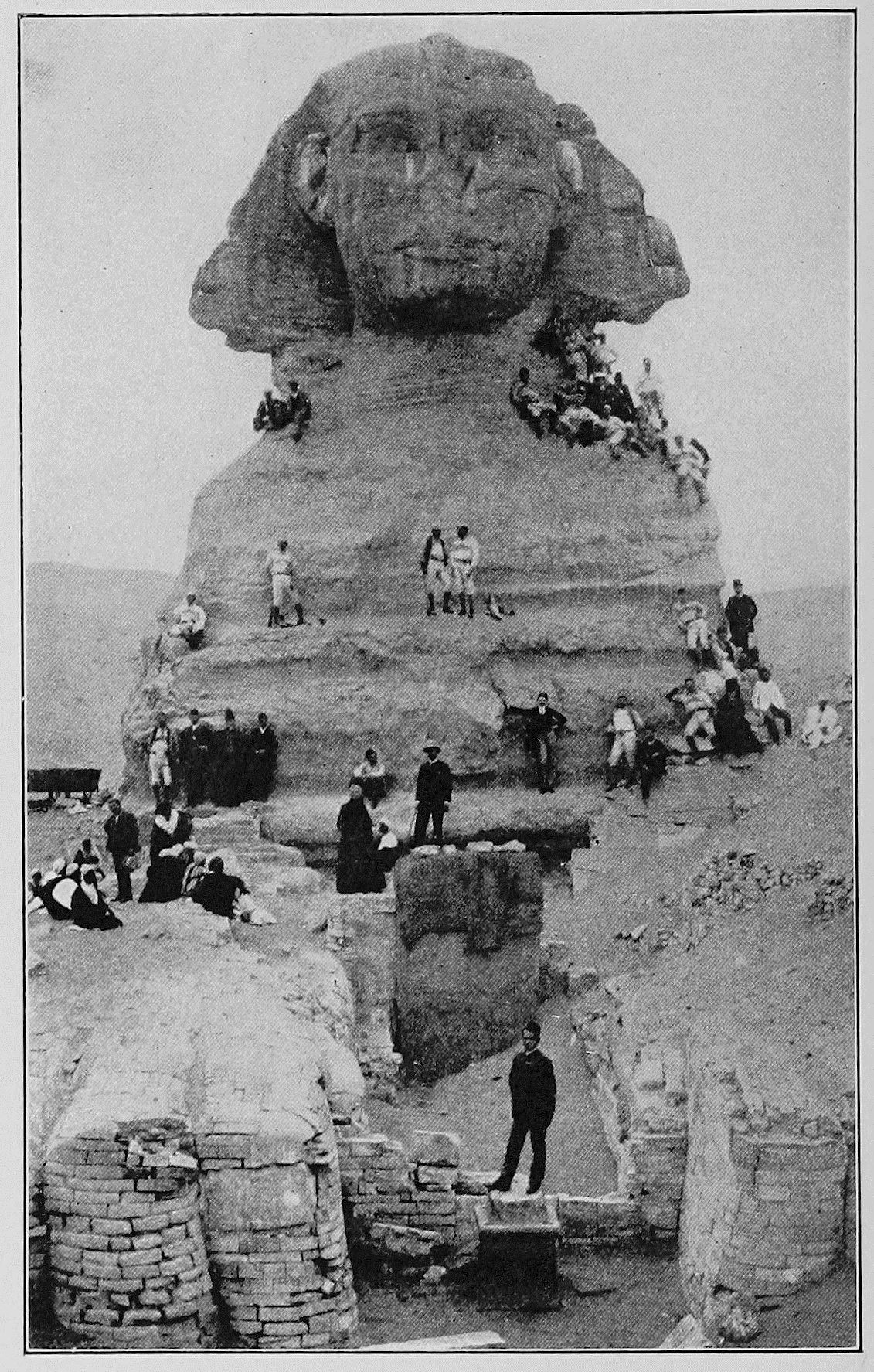
Patte avant-droite du Grand sphynx en 1911, lieu d'un savoir Atlante selon Edgar Cayce, clairvoyant évoqué dans le MdM.

Le Matin des magiciens, introduction au réalisme fantastique est un livre de Louis Pauwels et Jacques Bergier publié en octobre 1960 aux éditions Gallimard dans la « collection blanche ». Le courant du « réalisme fantastique » annoncé par le titre secondaire fut aussi celui de la revue Planète, lancée l'année suivante par les mêmes auteurs. Grand succès de librairie à son époque, l'ouvrage connaît encore une influence majeure dans le domaine de la « pyramidologie », dans les courants contemporains de l'occultisme ou encore dans la vague d'interprétations sur le mysticisme nazi qui a suivi.

## Présentation
Cet ouvrage de plus de 500 pages dans son édition originale se présente comme un récit, « parfois légende et parfois exact », consacré à « des domaines de la connaissance à peine explorés » « aux frontières de la science et de la tradition ». Son contenu aborde des thèmes aussi divers que l'alchimie, les sociétés secrètes, les civilisations disparues, les récurrences insolites, les religions et les sciences occultes ou l'ésotérisme. Il repose sur des témoignages anciens (comme les manuscrits de la mer Morte), des recherches et des livres d'auteurs reconnus ou méconnus, des articles de revues spécialisées et des ouvrages de science-fiction ou de littérature fantastique.
Ce livre, véritable phénomène éditorial, vendu à un million d’exemplaires, a remis au goût du jour le réalisme fantastique, inspiré la revue Planète, et la collection L'Aventure mystérieuse, où Jacques Bergier publiera encore huit ouvrages.

## Le projet
Ce projet vient de la rencontre entre le journaliste et écrivain Louis Pauwels, et l'ingénieur chimiste Jacques Bergier, passionné par toutes sortes de mystères, tous les deux mis en relation par René Alleau. La rencontre des deux hommes entraîne un travail intellectuel qui démarre avec la traduction en français de l'ouvrage de Charles Fort en 1955, Le Livre des damnés dans la collection « Lumières interdites » des éditions des Deux Rives. Suivra une traduction d'un recueil de nouvelles de Lovecraft, intitulé Démons et Merveilles.
Louis Pauwels et Jacques Bergier envisagent par la suite l'écriture d'un ouvrage « consacré aux faits rejetés par la science ». Le titre initialement retenu est Le Temps des magiciens. La mise en forme du livre nécessite cinq années de travail, sur la base d'une volumineuse documentation, entreposée chez un imprimeur à Paris,. Les auteurs se rencontrent lors de réunions dominicales au domicile de Louis Pauwels, où ce dernier prend en note les échanges avec Jacques Bergier, après des enregistrements préliminaires de ce dernier avec l'infographiste et traducteur Bernard Noël de la Bibliothèque Mondiale. L'objectif des auteurs est alors d'éveiller la curiosité du public : « il y aura sans doute beaucoup de bêtises dans notre livre, répétons-le, mais il importe assez peu, si ce livre suscite quelques vocations et, dans une certaine mesure, prépare des voies plus larges à la recherche ».

## Principaux thèmes et organisation du livre

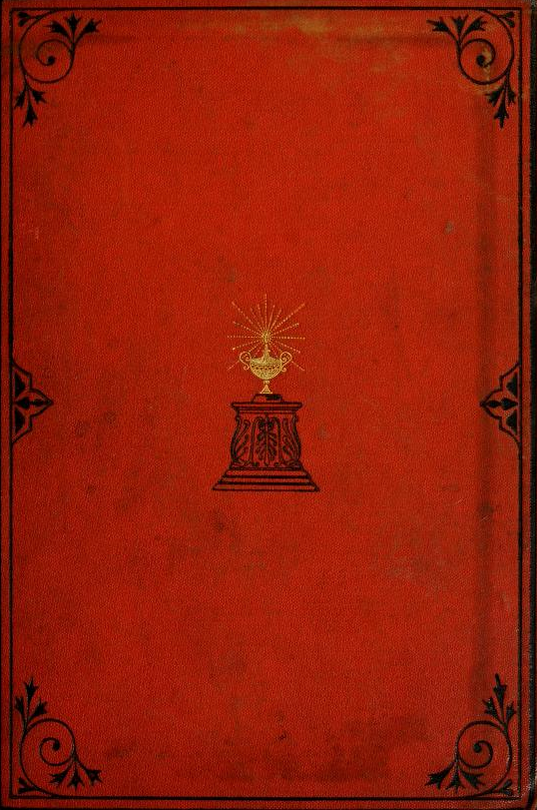
The Coming Race d'Edward Bulwer-Lytton, évoquant dès 1871 une possible Terre-creuse abritant une race supérieure détentrice du Vril.

Le thème central de ce livre repose sur l'idée qu'une quantité de connaissances scientifiques et techniques, dont certaines proviennent de civilisations extraterrestres, ont été tenues secrètes pendant de grandes périodes de l'histoire, et que l'homme est appelé à devenir un surhomme. Pour les auteurs, le fantastique n'est pas « l’apparition de l’impossible » mais « une manifestation des lois naturelles » quand elles ne sont pas « filtrées par le voile du sommeil intellectuel, par les habitudes, les préjugés, les conformismes ».
Le contenu de l'ouvrage est très hétérogène, mélangeant des textes autobiographiques, des nouvelles de science-fiction, des théories scientifiques et des textes à « prétention historique et prospective ».

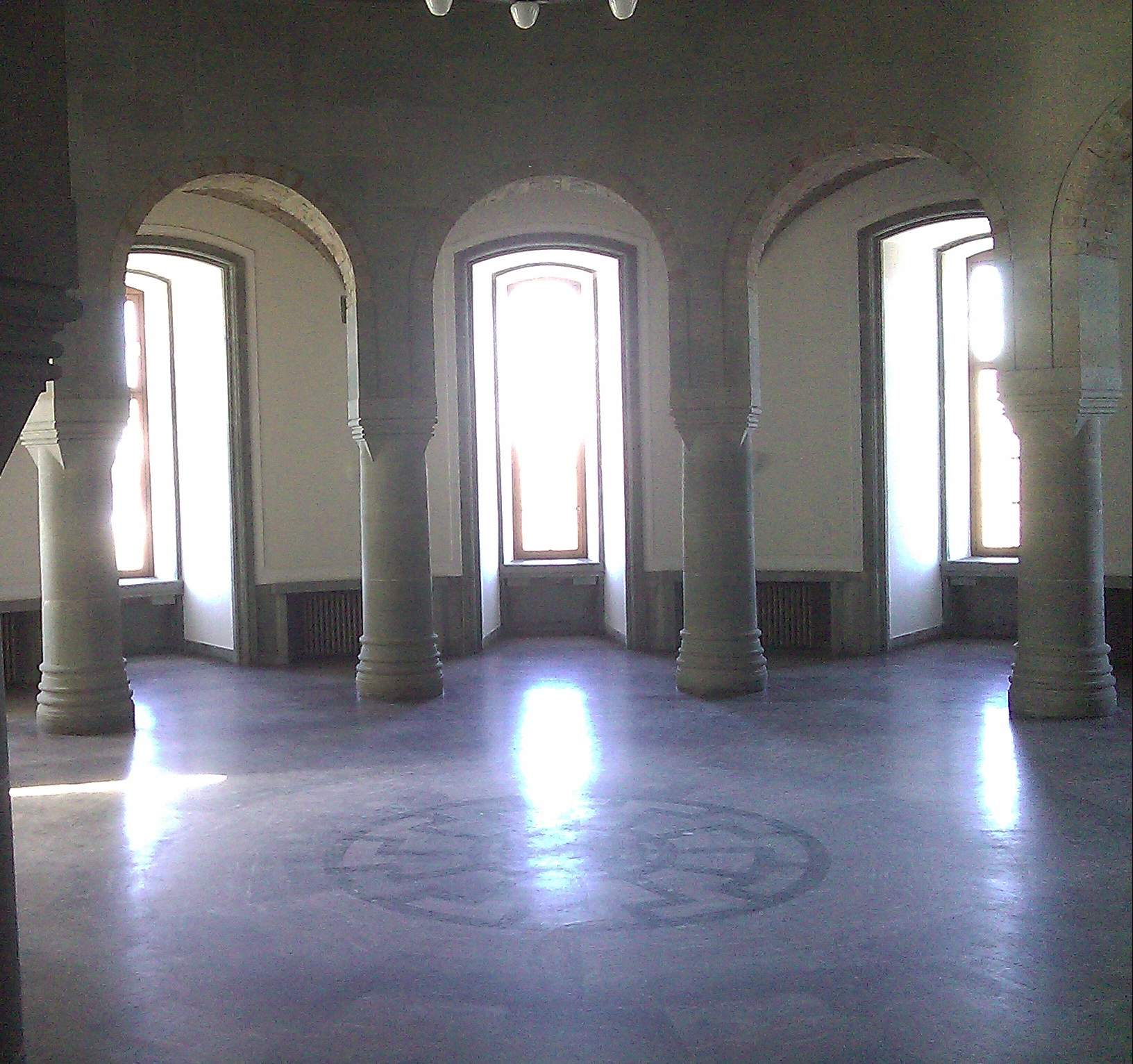
Le soleil noir de l'Obergruppenführersaal (salle des généraux) dans la salle nord du château de Wewelsburg, sur commande d'Heinrich Himmler. Ce symbole nazi à connotation païenne est interprété dans l'ouvrage comme attestant une origine occulte du nazisme.

Le Matin des magiciens se compose de trois parties :
- « Le futur antérieur », qui critique le « scientisme » du XIXe siècle et évoque l'idée d'une « société internationale et secrète, groupant des hommes intellectuellement très avancés », société qui se formerait d'elle-même, et aborde le thème des civilisations disparues et de l'alchimie.
- « Quelques années dans l’ailleurs absolu », qui s'attache à démontrer les origines occultes du nazisme et la contribution de l'ésotérisme à des théories scientifiques, dans le but de donner un exemple d'application des méthodes du réalisme fantastique. Il évoque longuement la cosmogonie glaciaire de Hans Hörbiger et les théories de la Terre creuse.
- « L’homme, cet infini », consacrée aux capacités mentales de l'homme, à la parapsychologie, à la télépathie, à « l’esprit magique » et aux « mutants ».
- Le livre contient une version raccourcie d'Un cantique pour Leibowitz de Walter M. Miller, récit post-apocalyptique nucléaire, l'extrait d'une nouvelle d'Arthur Machen et la retranscription d'une conférence de René Alleau, ingénieur français ayant publié des ouvrages traitant des sciences occultes et de l'alchimie.

Si le contenu de l'ouvrage est très hétérogène de par les textes rassemblés et sa structure même, le sociologue Damien Karbovnik estime que l'argumentation des auteurs sert «une finalité bien précise », avec notamment la préface qui « constitue le nœud théorique du livre ». Selon Louis Pauwels et Jacques Bergier, la réalité du monde est partagée entre une dimension visible et une dimension invisible, dont il est possible de comprendre l'intrication grâce à l'imagination, « entendue dans le sens d'une intuition aiguë guidée par les coïncidences entre science et ésotérisme ».

## Réception et critiques

### Succès éditorial

#### Éditions françaises
L'ouvrage de Louis Pauwels et de Jacques Bergier est publié par Gallimard, dans la « collection Blanche » de littérature française. Si les éditions Gallimard ont déjà, au préalable, publié des auteurs traitant d'ésotérisme (tels que René Guénon et Raymond Abellio), Le Matin des magiciens trouve sa place dans cette collection littéraire, assurant de fait « une visibilité et une respectabilité » au livre et à ses auteurs. Ces derniers ne sont pas inconnus du milieu littéraire parisien : Louis Pauwels a publié plusieurs romans, dont un aux éditions Gallimard, tout comme Jacques Bergier, publié chez le même éditeur en 1951. L'imposant manuscrit de mille pages aurait impressionné Jean Paulhan, portant un intérêt certain pour l'ésotérisme, particulièrement à Louis-Claude de Saint-Martin.

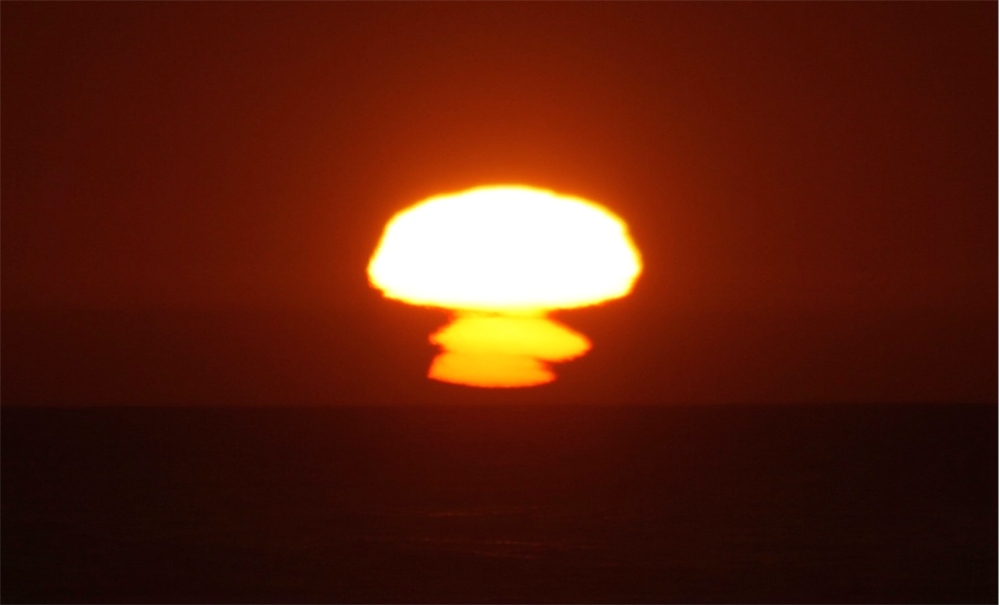
Un lever de Soleil, thème repris pour illustrer la première édition en livre de poche, en 1965.

À la surprise des auteurs eux-mêmes, le livre rencontre un large succès : l'ouvrage est réimprimé, puis réédité à plusieurs reprises. Véritable phénomène de librairie, 100 000 exemplaires sont vendus la première année de sa parution. Il s'ensuit une édition en 1965 dans la collection Le Livre de poche, dont le stock sera automatiquement renouvelé tous les six mois durant cinq ans par l'éditeur. Le Matin des magiciens reparaît avec une nouvelle présentation aux éditions Gallimard en 1975 dans la collection Soleil, à 3000 exemplaires, avant d'être publié en format poche chez Folio, où il est toujours disponible. Le nombre d'exemplaires vendus en langue française est estimé désormais à plus d'un million.
Gallimard aura ainsi publié Le Matin des magiciens, puis L'Homme éternel (1971) et enfin le dialogue paginé à la façon d'un Denis Diderot pour Blumroch l'admirable (ou Le déjeuner du surhomme, 1976, clin d'œil à Joseph Blumrich). La triade est actuellement disponible chez Folio.
L'homme éternel est la première des cinq suites prévues, et traite essentiellement de civilisations disparues et de leurs transmissions jusqu'à nous. Jacques Bergier écrit seul également un manuscrit, La condition surhumaine (actuellement déposé au fond Pauwels de la BNF), que Pauwels juge assez mal rédigé pour pouvoir en faire L'homme infini. Étaient aussi prévus L'homme en croix sur l'avenir de notre civilisation, L'homme relié sur les contacts extraterrestres, et L'Homme et des dieux sur la nécessité de réinventer nos mythes. Le tout aurait dû constituer le Manuel d'embellissement de la vie.
L'un des lecteurs de l'ouvrage de 1960 (en tirage de luxe, limité à 32 exemplaires) ne fut autre que François Mitterrand en 1970 (fort critiqué par la plume de Pauwels sous sa présidence).

#### Éditions étrangères

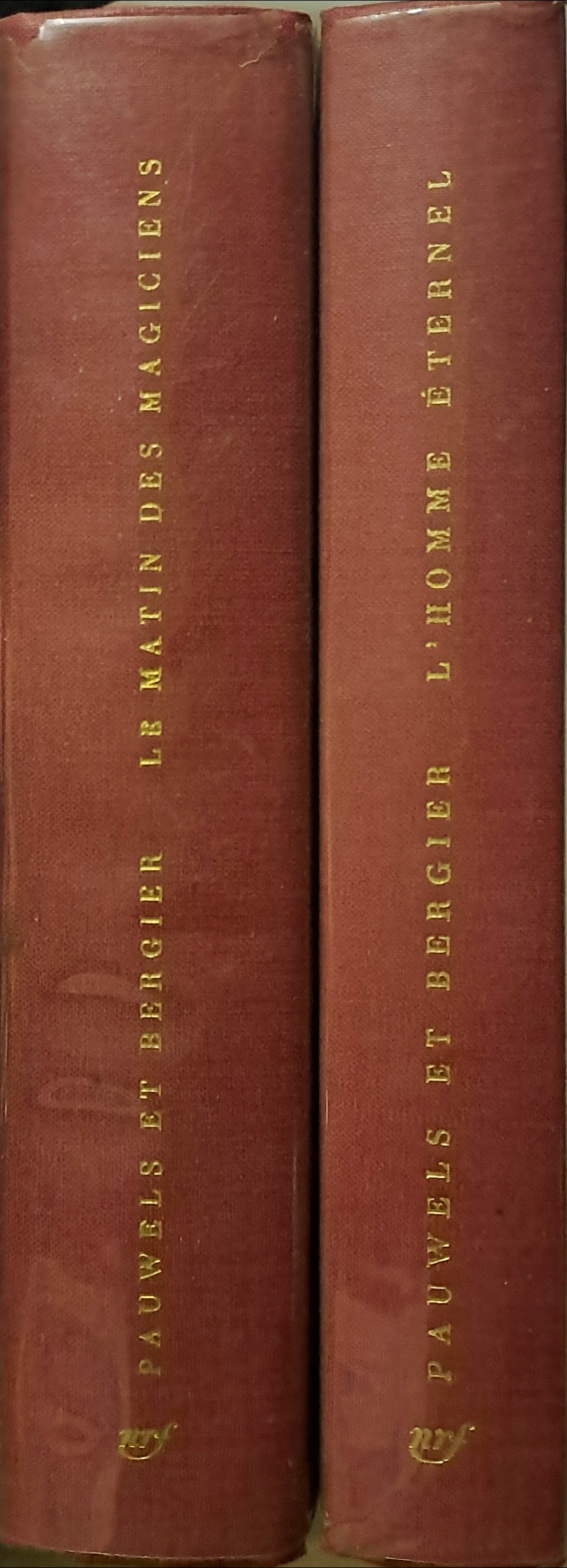
Bergier et Pauwels en collection "Soleil" chez Gallimard (1971).

L'ouvrage est traduit en espagnol en 1961 (El retorno de los brujos), en allemand en 1962 (Aufbruch ins dritte jahrtausend) et en anglais en 1963 sous le titre The Dawn of Magic (puis de The morning of the magicians). Republié en livre de poche en 1968 par les éditions Avon Books aux États-Unis et présenté comme The explosive worldwide best-seller de la contre-culture, l'éditeur annonce même 500 000 ventes pour sa quatrième impression en 1972 ; entre-temps en septembre 1970, sortie en U.R.S.S. (et en Tchécoslovaquie saluée par Rudé Právo), après une publication sous forme de feuilleton dans la revue Science et Religion l'année précédente. Dix ans après sa première parution française, le livre, même avec une estimation modérée, pourrait être passé entre les mains de plus de dix millions de lecteurs à travers le monde à raison de quatre personnes par texte, et de un million en France uniquement... pour près de 2000 articles ou études planétaires consacrées (et 7000 lettres adressées directement aux auteurs).
Désormais, l'ouvrage est traduit en 19 langues mondiales.

### Polémiques
Le succès du livre déclencha une vague éditoriale qui contribua à populariser les thèmes de l’ouvrage.
Soutenus par certains, dont le sociologue Edgar Morin qui publie des articles favorables dans Le Monde[réf. nécessaire], vitupérés par l’Union rationaliste qui les attaque dans l'ouvrage collectif Le Crépuscule des magiciens, les auteurs du Matin des magiciens poursuivent leur mouvement, qu'ils qualifient de « réalisme fantastique », avec, comme principal organe, la revue Planète. Dans celle-ci, Bergier réplique avec son article Le crépuscule des magiciens et le matin des ânes (Planète n°25, 1965, p.163-168). L’astrophysicien Jean-Claude Pecker adresse alors une Réponse à J. Bergier (Planète n°27). Par la suite, Bergier dira même – en privé à son cousin germain Sania – qu'il eut aimé rédiger un livre intitulé sobrement Le Crépuscule des cons, pour poursuivre la polémique. Cinq ans plus tard, en 1970, sur demande de Pecker, Jacques Bergier, quelques mois avant la sortie de L'homme éternel, est exclu de l'Union des écrivains scientifiques français, union qu'il avait fondée avec François Le Lionnais, et ce malgré le soutien de la rédaction de Science et Avenir entre autres (revue à laquelle il avait pu collaborer dans les années 1950).
Selon l'historien Stéphane François, l'ouvrage a joué un rôle non négligeable dans la propagation du « mythe des rapports privilégiés entre le national-socialisme et le monde des occultistes » en « tir[ant] du néant mythes et traditions, voire [en] les cré[ant] de toutes pièces ».

### Influences
Le Matin des magiciens, phénomène sociologique non négligeable, a revivifié la mode de l'imaginaire, l'irrationnel et l'étrange, déjà en partie revalorisés par les premiers surréalistes à partir des années 1920, mais dans une optique sensiblement différente. Louis Pauwels et Jacques Bergier ont « contribué à redéfinir les notions d'"ésotérisme" ou d'"occultisme" en les faisant évoluer vers d'autres notions, comme celles de "parasciences" ou de "pseudoscience" ».
Ce mouvement a été largement exploité par le journaliste suisse Erich von Däniken qui, en 1968, développe la théorie des anciens astronautes.
Cette même année, Jacques Bergier apparaît sous le crayon d'Hergé dans Vol 714 pour Sydney, album où Tintin se trouve confronté à des traces d'une civilisation très ancienne apparemment d'origine extra-terrestre.
Le groupe Martin Circus s'en inspire en 1969, dans sa chanson Le Matin des magiciens, ainsi que Jean-Louis Aubert (album Roc éclair) en 2010 (notamment).

## L'aventure du réalisme fantastique
« Ce que nous voudrions, si nous disposions un jour de quelque argent, arraché ici ou là, c'est de créer et animer une sorte d'institut où les études, à peine amorcées dans ce livre, seraient poursuivies. Je souhaite que ces pages nous y aident, si elles ont quelque valeur »

— Louis Pauwels, Le Matin des magiciens
Dès l'introduction du Matin des magiciens, Louis Pauwels évoque la volonté des auteurs de poursuivre le travail débuté avec ce livre. Les deux auteurs fondent en 1961 la revue Planète, qui connaîtra un succès tout aussi important. L'Homme éternel paraît le 1er janvier 1971. Le tapuscrit inédit La condition surhumaine (autres titres potentiels L’Homme après l’homme, La Place des ailes, La Condition supérieure), écrit entre 1970 et 1975 essentiellement par Bergier, est actuellement déposé au fond Louis Pauwels de la BNF, prévu pour étoffer un éventuel manuel de l'embellisement de la vie avec Pauwels sous forme de pentalogie.

## Ouvrages liés

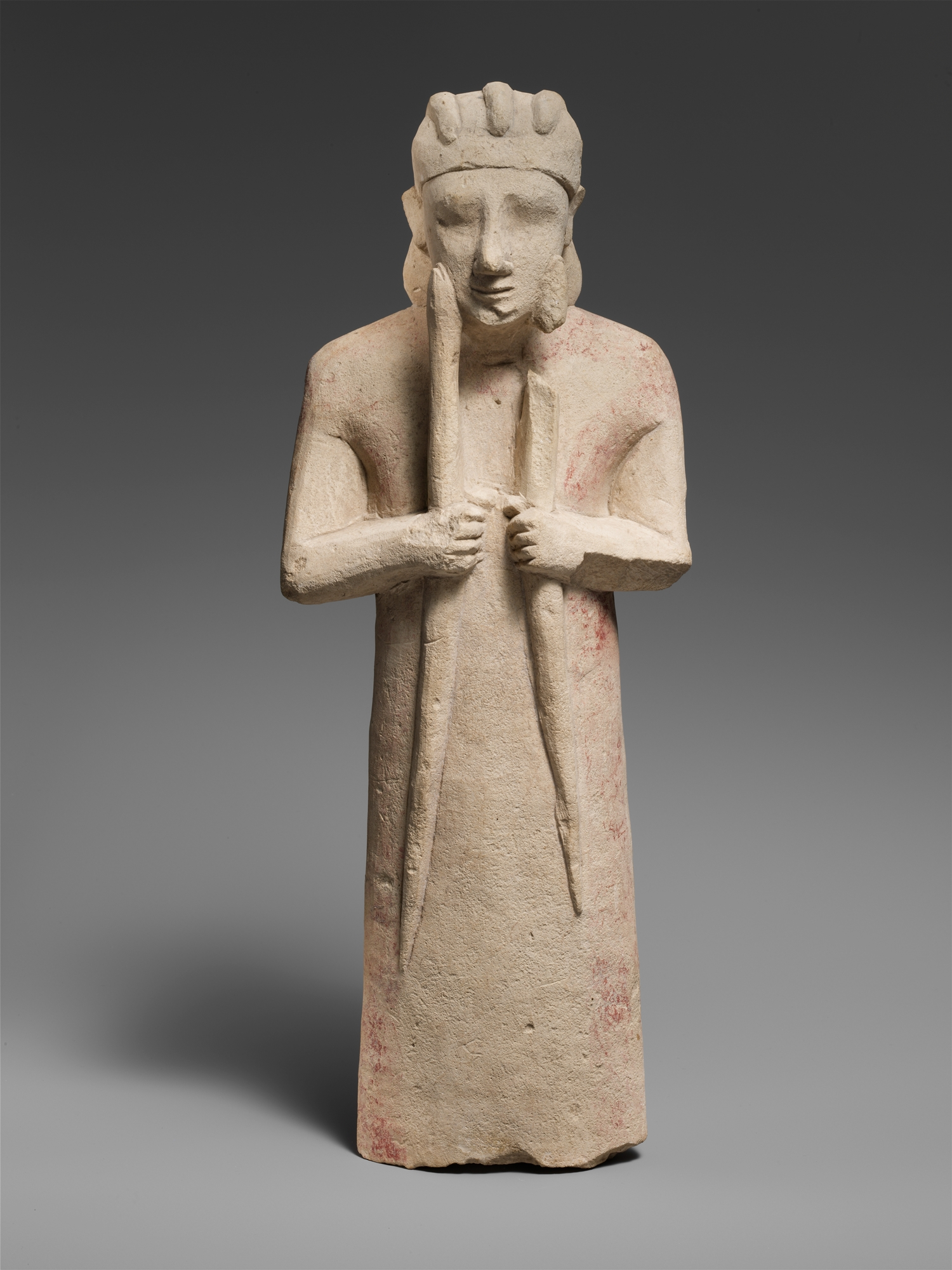
Quelques "Magiciens" ultérieurs, à l'image des couvertures Planète.

Livres liés à l'aventure Planète, en rapport avec le Matin des magiciens (titre, texte):
- Les Magiciens démasqués, Martin Gardner, Presses de la cité, 1966
- La Gnose de Princeton, Raymond Ruer, Fayard "Pluriel", 1975 (reconnu par Louis Pauwels)
- Le Retour des magiciens, Rémy Chauvin, JMG "Science-conscience", 2002
- Le Matin des alchimistes, Jean-Luc Caradeau, Trajectoire, 2002
- La Nuit des magiciens, Robert Arnaut et René Bureau, Trajectoire, 2002
- Le Feu des magiciens, Jérôme Huck, Laboratoire de Vulcain, 2011
- Les Magiciens du nouveau siècle 1 (retour vers le réalisme fantastique), collectif (dont Geneviève Béduneau), Pygmalion, 2018
- Les Magiciens du nouveau siècle 2 (retour vers le réalisme fantastique), collectif, J'Ai lu "Aventure secrète", 2020
- L'Aube des magiciens, Alexandra Morardet, Déambulation, 2020
- Les Magiciens du crépuscule, Jean-Pierre Monteils, L'Opportun, 2023

## Citation
- Yo hubiera votado por "EL RETORNO DE LOS BRUJOS", si los estatutos de la Academia Goncourt  no me lo hubieran impedido (Hervé Bazin, premier plat de l'édition originale de El retorno de los brujos),